# Szabó Lajos (teológus)
Szabó Lajos (Kissomlyó, 1953. – ) magyar teológus, az Evangélikus Hittudományi Egyetem rektora 2010–18 között.

## Élete
1977-ben szerzett lelkészi diplomát a Evangélikus Teológiai Akadémián, de tanult az Erlangen-nürnbergi Egyetem teológiai fakultásán is. Lelkésszé avatására Kőszegen került sor. Pécsen 1977-től 1983-ig, majd Budapesten, Zuglóban 1983-tól 1996-ig végzett lelkészi szolgálatot. 1992-ben szerezte meg a doktori fokozatot, disszertációjának címe A tanítás a gyülekezetépítés tükrében volt. 1993-tól az Evangélikus Teológiai Akadémia Gyakorlati teológiai tanszékének vezetője, majd az akadémia rektora volt 1998-tól 2006-ig, majd 2010-től 2018-ig (2006–2010 között rektorhelyettes volt). Egy évtizeden át a gyenesdiási országos evangélikus ifjúsági konferenciák szervezője és egyik előadója volt.
2010-ben, ismételt rektori kinevezését követően egyháza megkeresésére Szabó elismerte, hogy 1984-ben kapcsolatban állt az akkori Belügyminisztérium titkosszolgálatával. Beismerő levelét az egyház honlapján tette közzé. A rektor úgy fogalmazott, hogy a Lutheránus Világszövetség 1984-es budapesti nagygyűlésének megtartásához szükségesnek látta, hogy együttműködjön a titkosszolgálattal, ugyanakkor jelezte: tudomása szerint sem személyeknek, sem egyházának nem okozott kárt.
2014-ben ismét rektorrá nevezte ki Áder János, 2018-ban megbízatása lejártával az aktív egyetemi tanári pályától visszavonult, szándéka szerint gyülekezetépítéssel és könyvírással tölti majd az idejét.

## Könyvei
Több mint húsz könyvet írt, vagy szerkesztett. A lista válogatás műveiből.
- Az imádkozás ábécéje (szerk.: Szabó Lajos)  Luther Kiadó, 2012[9]
- A föld sója – Salz der Erde (szerk.: Szabó Lajos) Luther Kiadó, 2016[10]
- Teológia és reformáció (szerk.: Szabó Lajos) Luther Kiadó, 2017[11]